# 사랑의 상처 (노래)
〈사랑의 상처〉는 이용이 2006년 발표한 가요이다.